# Stadionul Internațional Yokohama
Stadionul Internațional Yokohama (横浜国際総合競技場 Yokohama Kokusai Sōgō Kyōgi-jō?) este un stadion sportiv din Yokohama, Japonia. Stadionul a fost inaugurat în martie 1998. Este stadionul unde echipa Yokohama F. Marinos din J. League își joacă meciurile de acasă.
Stadionul are cea mai mare capacitate dintre toate stadioanele din Japonia, cu un total de 72,327 locuri.
Din 1 martie 2005 firma Nissan are dreptul de denumire a stadionului, el numindu-se de atunci „Nissan Stadium”.